# 希麟
希麟，辽朝僧人。
辽圣宗时，住在燕京崇仁寺。他娴熟音韵学，续写唐代长安西明寺僧疏勒人慧琳《一切經音義》。希麟依仿慧琳书例，对《开元释教录》以后的佛经，续加音注，写成《续一切经音义》一书，分为十卷。此书明朝、清朝时在中国失传。因辽道宗时传入高丽，1458年，又传入日本。清末由日本回传中国，开始利用来进行汉语史的研究。